# Задорная (шхуна, 1855)
«Задорная» — парусная шхуна Беломорской флотилии Российской империи.

## Описание судна
Длина шхуны по сведениям из различных источников составляла от 30,18 до 30,2 метра, ширина с обшивкой от 7,49 до 7,7 метра, а осадка — 3,2 метра.

## История службы
Шхуна «Задорная» была заложена на стапеле Соломбальской верфи 21 октября (2 ноября) 1854 года и после спуска на воду 9 (21) сентября 1855 года вошла в состав Беломорской флотилии России. Строительство вёл корабельный мастер полковник Ф. Т. Загуляев.
С 1856 по 1863 год выходила в плавания в Белое море, на шхуне осуществлялось снабжение маяков. В 1861 году на шхуне также велись исследования рыбных промыслов у мурманского берега и изыскание средств по их улучшению. 
По окончании службы 16 (28) октября 1865 года шхуна «Задорная» была исключена из списков судов флота.

## Командиры шхуны
Командирами парусной шхуны «Задорная» в составе Российского императорского флота в разное время служили:
- лейтенант А. М. Бруннер (1856—1858 годы)[8];
- адъютант главного командира архангельского порта лейтенант О. В. Гор (1859 год)[9];
- капитан-лейтенант Н. Ф. Руднев (1860—1862 годы)[10];
- Зарубин (1863 год).